# .fo
.fo este un domeniu de internet de nivel superior, pentru Insulele Feroe (ccTLD).